# Hang Luồn Nho Quan
Hang Luồn Nho Quan là hang luồn dạng karst trong dãy núi đá vôi ở vùng đất xã Thượng Hòa huyện Nho Quan tỉnh Ninh Bình, Việt Nam .
Hang ở cách thị trấn Nho Quan 20°19′26″B 105°45′07″Đ / 20,323814°B 105,752018°Đ theo đường sông Hoàng Long hướng đông nam cỡ 6,5 km. Hang ở gần sát bờ sông Hoàng Long..

## Thắng cảnh liên quan
Tại cùng xã Thượng Hòa có Động Vân Trình. 20°17′56″B 105°47′37″Đ / 20,298889°B 105,793611°Đ
Cách hang không xa là Động Nham Hao (hay động Ngọc Cao) là hang động nước dài hơn 3 km, xuyên qua dãy núi giáp ranh giữa hai xã Lạc Vân và Đức Long, ở liền kề phía bắc. 20°20′25″B 105°46′52″Đ / 20,340407°B 105,781225°Đ